# Pfarrkirche Eggendorf im Traunkreis

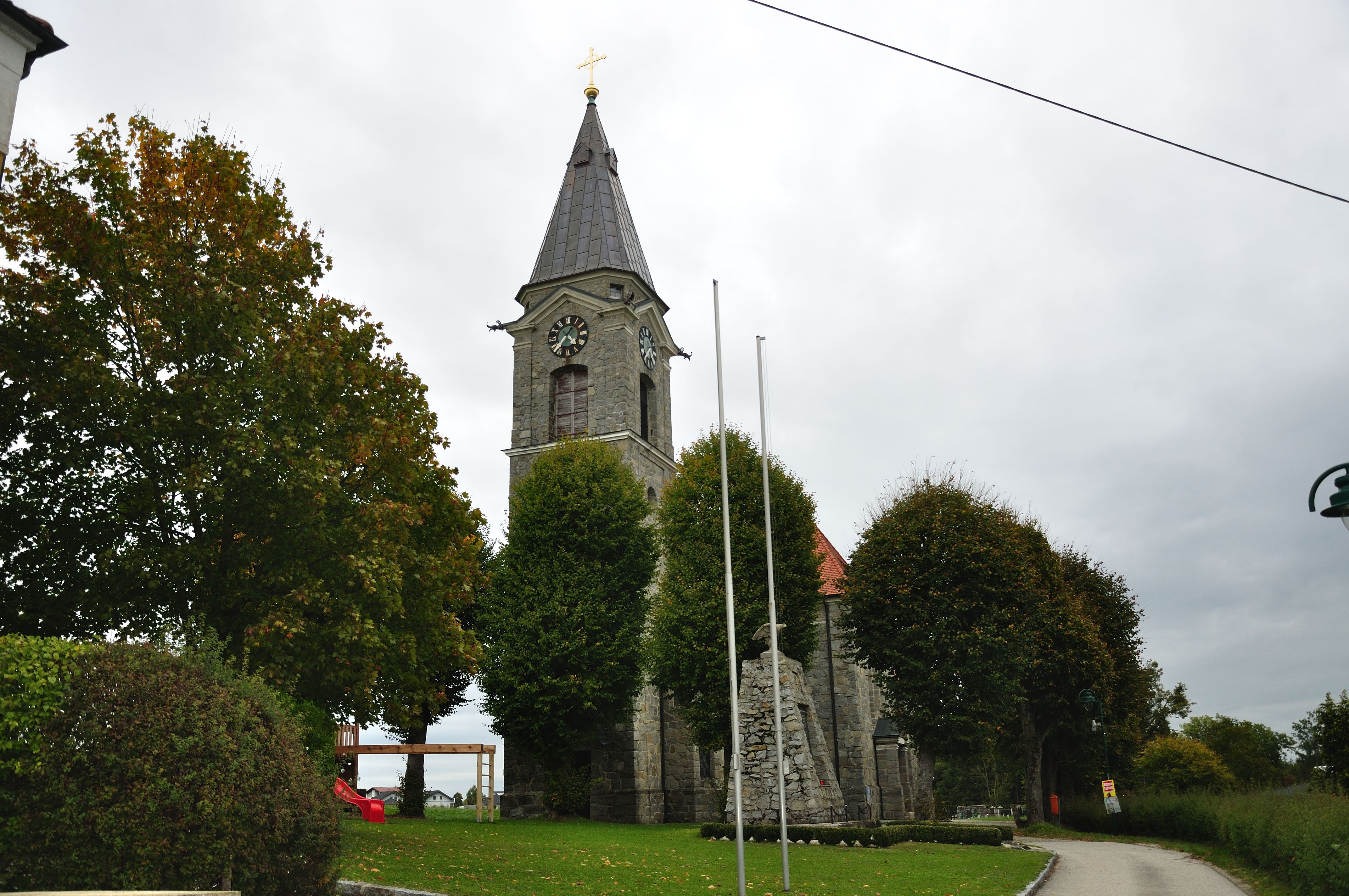
Die Pfarrkirche Mariä Himmelfahrt in Eggendorf im Traunkreis

Die Pfarrkirche Eggendorf im Traunkreis steht im Ort Eggendorf in der Gemeinde Eggendorf im Traunkreis in Oberösterreich. Die römisch-katholische Pfarrkirche Mariä Himmelfahrt – dem Stift Kremsmünster inkorporiert – gehört zum Dekanat Kremsmünster in der Diözese Linz. Die Kirche steht unter Denkmalschutz.

## Geschichte
Ursprünglich diente die Kapelle vom Schloss Eggendorf als Gottesdienststätte. Die Schlosskapelle wurde 1785 zur Pfarrkirche erhoben und im Anfang des 19. Jahrhunderts baulich erweitert. Die neue Pfarrkirche wurde 1912 erbaut.

## Ausstattung
Das Hochaltarbild Mariä Himmelfahrt malte Martin Johann Schmidt (1799).